# Boston Consulting Group
Запрос «BCG» перенаправляется сюда. О вакцине см. ст. БЦЖ.
BCG — международная компания, специализирующаяся на управленческом консалтинге, входит в «большую тройку управленческого консалтинга» (наряду с McKinsey и Bain & Company).
Основатель — Брюс Хендерсон. Компания основана в 1963 г., имеет глобальную сеть из более 90 офисов в 50 странах мира. Президент и генеральный директор — Рич Лессер (с 2013 года). Выручка за 2017 год — $6,3 млрд, общая численность персонала — 16 тыс. человек.
Компания получила широкую мировую известность после создания в начале 70-х годов прошлого века описывающей жизненный цикл товаров и ставшей в дальнейшем одной из классических маркетинговых моделей матрицы BCG («Звёзды», «Дойные коровы», «Тёмные лошадки», «Хромые утки»). Горизонтальная ось матрицы соответствует относительной доле рынка, вертикальная — темпам роста рынка.
По состоянию на вторую половину 2010-х годов компания считалась одним из самых привлекательных американских работодателей (4-е место по версии Fortune за 2017 год после Salesforce.com, Wegman Food Markets и Ultimate Software); характеризуется высоким конкурсом на каждую вакансию и значительным социальным пакетом для сотрудников.